# Апенцелски зененхунд
Апенцелският зененхунд (на немски: Appenzeller Sennenhund) е швейцарска порода средно големи работни кучета. Произхожда от региона Апенцел в североизточна Швейцария и е една от четирите регионални породи Зененхунд или швейцарско планинско куче, всички от които се характеризират с отличителна трицветна козина.

## История
Това е традиционното работно куче на Зенен (на немски: Sennen) – алпийски скотовъдци и млекопроизводители, от региона Апенцел в североизточна Швейцария. Най-ранното писмено описание за него е това на Фридрих фон Чуди в Das Thierleben der Alpenwelt, публикувано през 1853 г. В края на XIX век Макс Зибер – лесничей, който е виждал кучетата на изложби за добитък в източна Швейцария, моли Швейцарското кинологично дружество за разпознаване на породата. Създадена комисия с финансиране от кантона Санкт Гален и Апенцелският зененхунд е признат през 1896 или 1898 г. Осем от кучетата са показани на международното киноложко изложение във Винтертур през 1898 г.; те са записани в нов клас „Зененхунде“.
През 1906 г. по инициатива на кинолога Алберт Хайм е създадено дружество за развъждане – Appenzeller Sennenhunde Club, което през 1914 г. изготвя първия пълен стандарт на породата. Породата е окончателно приета от Международната федерация по кинология през 1954 г. 
Разпространява се от Апенцел в други части на Швейцария и в други европейски страни. Проучване, публикувано през 2004 г., установява, че това е най-регистрираната порода в кантона Апенцел, с 259 от общо 1358 регистрации в кантона, или около 19%; в цяла Швейцария представлява 360 от общо 33470, или около 1,1% от всички кучета, регистрирани от Швейцарското киноложко дружество.
Това е единствената швейцарска порода кучета, считана за изложена на риск от ProSpecieRara, която я изброява като „Застрашена (на немски: gefährdet). Числата са стабилни, но генофондът е тесен; асоциацията е в сътрудничество с развъдното общество (на немски: Schweizerischer Club für Appenzeller Sennenhunde), за да го разшири. Породата е включена в списъка на Канадския киноложки клуб сред овчарските кучета и е включено в фондовата фондова служба на Американския киноложки клуб.

## Характеристики
Апенцелският зененхунд е третият по големина от групата Зененхунд или швейцарски планински кучета, която включва също Големия швейцарски зененхунд, Бернския зененхунд и Ентелбухския зененхунд. Това е средно голямо куче: кучетата стоят около 52–56 см при холката, а женските кучета са с около 2 см по-малки. Теглото е в диапазона 22–32 кг . 
Козината е двойна, като горната козина е гъста, права и лъскава. Винаги е трицветна: основният цвят може да бъде или черен, или кафяв, с бели петна по гърдите, лицето и краката и червеникаво-кафяви зони между тях и основния цвят.
Опашката е поставена високо и се носи в стегната свивка на гърба, когато животното се движи. Ушите са високо поставени и са триъгълни и сравнително малки; те висят близо до бузите, когато животното е в покой, и са повдигнати и обърнати напред, когато е нащрек. Сред недостатъците, които дисквалифицират куче от регистрация, са кривогледството, извитата опашка, единичната козина и козината, която не е трицветна. Може да се очаква кучетата да живеят около 12–14 години. 
Според стандарта на породата Апенцелският зененхунд е жизнен, с висок дух, атлетичен и подозрителен към непознати. 
Традиционно е бил използван от алпийските скотовъдци и млекопроизводители от региона Апенцел както за паша на добитък, така и за охрана на имущество. Често се отглежда като куче компаньон.
|  | Тази страница частично или изцяло представлява превод на страницата Appenzeller Sennenhund в Уикипедия на английски. Оригиналният текст, както и този превод, са защитени от Лиценза „Криейтив Комънс – Признание – Споделяне на споделеното“, а за съдържание, създадено преди юни 2009 година – от Лиценза за свободна документация на ГНУ. Прегледайте историята на редакциите на оригиналната страница, както и на преводната страница, за да видите списъка на съавторите. ВАЖНО: Този шаблон се отнася единствено до авторските права върху съдържанието на статията. Добавянето му не отменя изискването да се посочват конкретни източници на твърденията, които да бъдат благонадеждни. |